# Église Saint-Martin de Toulis-et-Attencourt
L'église Saint-Martin de Toulis-et-Attencourt est une église située à Toulis-et-Attencourt, en France, dans l'actuel département de l'Aisne.

## Localisation
L'église est située sur la commune de Toulis-et-Attencourt, dans le département de l'Aisne.
Le cimetière communal entoure l'édifice.

## Historique
L'église dédiée à saint Martin est attestée à Toulis au XIe siècle. À cette époque, une dame du nom de Hildegaud la restitue au pape Benoît VIII, qui donne en 1018 cette église Saint-Martin de Toulis à l'abbaye de Rozoy.
Du XIIIe au XVIIe siècle, c'est l'église paroissiale d'une cure qui dépend du chapitre de Rozoy.
Elle est ensuite une église paroissiale du diocèse de Laon. Le diocèse étant maintenant découpé en cinq paroisses, l'église Saint-Martin de Toulis-et-Attencourt fait actuellement partie de la paroisse Notre Dame du Marlois.